# Songcheon-dong
Songcheon-dong là một dong, phường của Gangbuk-gu ở Seoul, Hàn Quốc. Từ 30 tháng 6 năm 2008, Mia-5 trước đây và 8 dong sáp nhập thành dong này.

## Liên kết
- Trang chính thức Gangbuk-gu
- Bản đồ Gangbuk-gu tại trang chính thức Gangbuk-gu
- (tiếng Hàn) Trang dân cư chính thức Songcheon-dong